# Brandsalbe

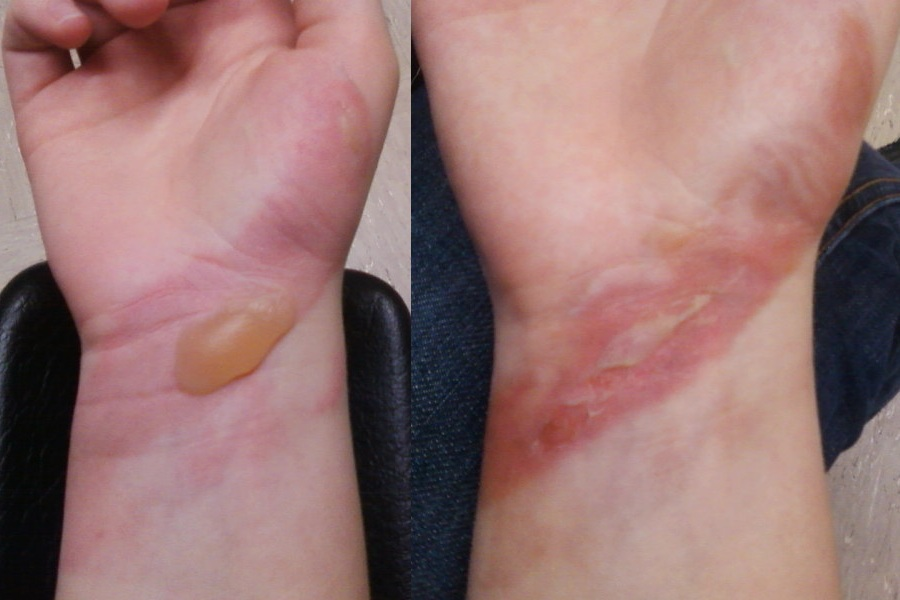
Brandsalbe wird bei Verbrennungen 1. und 2. Grades angewendet.

Brandsalbe dient der Behandlung von Verbrennungen 1. und 2. Grades. Eine Hautschädigung, die durch direkte Hitzeeinwirkung zustande gekommen ist, bezeichnet man als Verbrennung. Ist sie durch eine heiße Flüssigkeit entstanden, so spricht man von einer Verbrühung. Je nach der Tiefe einer Verbrennung unterteilt man Brandwunden in vier Verbrennungsgrade. Durch Anwendung von Brandsalben lassen sich nicht nur die Symptome gezielt lindern, sondern auch das Infektionsrisiko und das Risiko der Narbenbildung werden reduziert.

## Geschichte
1891 begann  H. Collischonn in Mombach mit einer Myrrhenharzlösung, die den Wirkstoff Myrrholin enthielt, Verbrennungen und Verbrühungen zu behandeln. Die Lösung hatte schmerzstillende und antiseptische Wirkung.

## Anwendung
Bei einer Verbrennung 1. oder 2. Grades werden Ober- und auch Lederhautschichten geschädigt. Die Verbrennungen sind dabei oft mit Blasenbildung verbunden. Zur Anwendung kommen für diese Verbrennungen Brandsalben, die oft einen kühlenden Effekt haben.
Vor dem Aufbringen einer Brandsalbe sollte die Brandwunde unter fließendem Wasser bei ca. 15 bis 20 Grad Celsius gereinigt werden. Anschließend wird direkt die Brandsalbe auf die Wunde aufgetragen.

## Inhaltsstoffe
Da fett- bzw. ölhaltige Präparate für Brandwunden nicht geeignet sind, kommen Zubereitungen auf wässriger Basis zum Einsatz, wie etwa Alginat-Glycerol-Gele. Als Feuchtigkeitsbinder wird Harnstoff eingesetzt, Ethanolzusatz bewirkt einen Kühleffekt. Als beschwerdelindernde Bestandteile auf pflanzlicher Basis werden beispielsweise Auszüge aus Arnika und Brennnessel verwendet. Auch die Verwendung von Verbindungen des Cers, einem Seltenerdmetall, ist beschrieben.

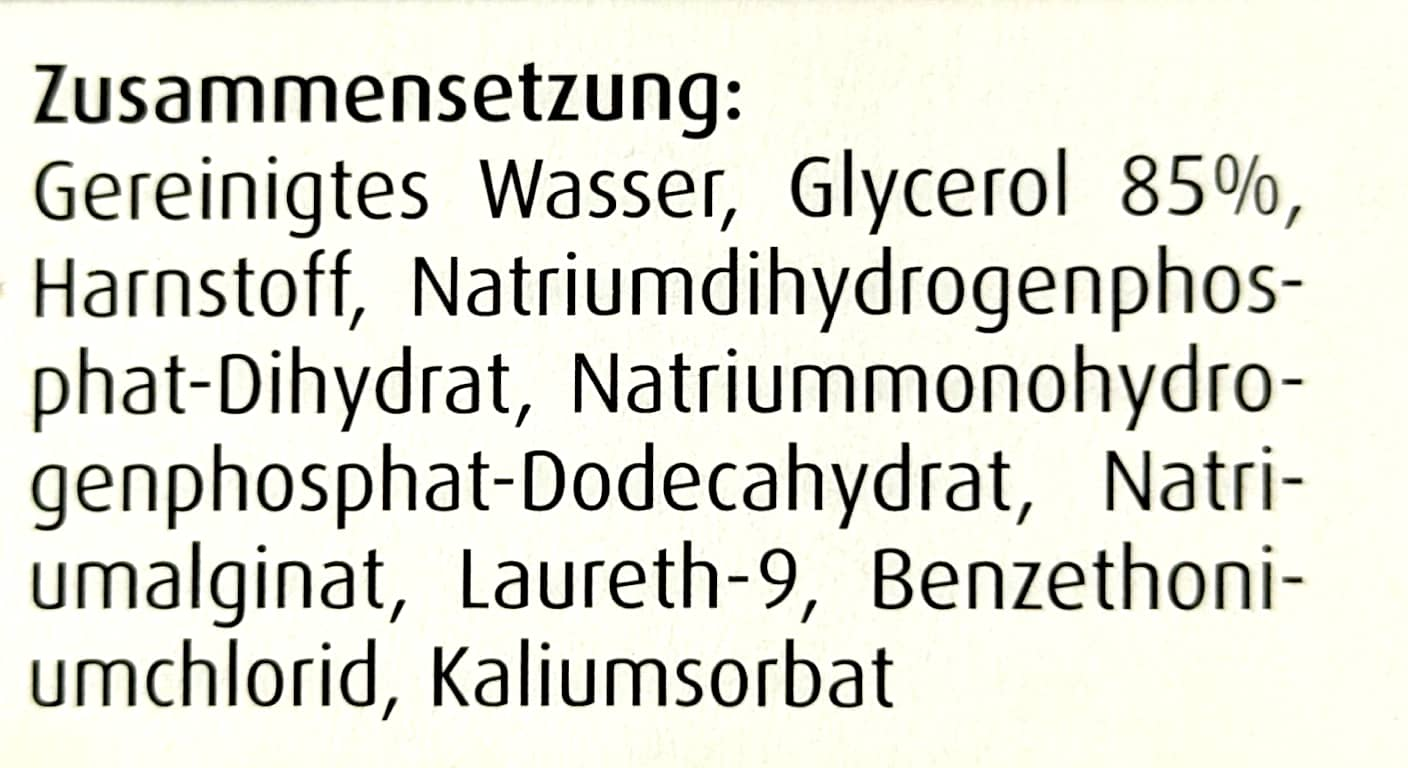
Deklarierte Inhaltsstoffe eines Wund- und Brand-Gels (Beispiel)
Chemische Struktur von Harnstoff

## Wirkungsweise
Die kühlende Brandsalbe ist luft- und feuchtigkeitsdurchlässig. Dadurch wird der selbstreinigende Abfluss des Wundsekrets nicht beeinträchtigt. Harnstoff wirkt der Hauttrockenheit entgegen, indem es Feuchtigkeit in der Haut bindet. Brennnessel wird als hilfreich gegen Juckreiz und Brennen auf der Haut angesehen.
In einer Vergleichsstudie mit verschiedenen Brandsalben wurde gefunden, dass eine Cernitrat enthaltende Brandsalbe eine bessere antibakterielle Wirkung aufwies als etwa solche mit Povidon-Iod oder Silbersulfadiazin. Ein weiterer Vorteil der Cer-haltigen Brandsalben besteht darin, dass ihr Einsatz zu einem lederartigen Wundschorf führt, der das betroffene Hautareal vor Infektionen schützt und es so ermöglicht, Patienten vor einer Operation erst einmal zu stabilisieren. Außerdem beschleunigt der Einsatz Cer-haltiger Salben die Wundheilung, sodass eher eine eventuelle Hauttransplantation vorgenommen werden kann.